# Vánoční Kameňák
Vánoční Kameňák je česká filmová komedie F. A. Brabce z roku 2015, kterou produkoval Jiří Pomeje. Po Kameňáku 4 se jedná o pátý celovečerní snímek této filmové série. Po Vánočním Kameňáku vznikl v roce 2019 televizní seriál Kameňák, který navazuje na předchozí filmy.
Natáčení probíhalo v Mělníku. Film produkoval Pavel Pásek. Rozpočet Vánočního Kameňáku činil přibližně 25 milionů korun.

## Obsazení
| Václav Vydra          | Pepan, starosta   |
| Jaroslav Blažek       | Pepík             |
| Dana Morávková        | Vlastička         |
| Láďa Hruška           | mluvčí prezidenta |
| Jan Antonín Duchoslav | Bohouš Beránek    |
| Václav Upír Krejčí    | pohřebák Slávek   |
| Jiří Pomeje           | kuchař Lojza      |